# النسن، استرالیای غربی
النسن (به انگلیسی: Allanson) یک منطقهٔ مسکونی در استرالیا است که در استرالیای غربی واقع شده‌است.